# Homewood (Califòrnia)
Homewood és una àrea no incorporada al Comtat de Placer (Califòrnia) amb uns dos centenars de residents, a la riba oest del llac Tahoe. És a 8,9 km al sud de Tahoe City i al nord de Chambers Landing i Tahoma. La comunitat de Tahoe Pines comparteix el mateix codi postal de Homewood, el 96141. Thomas McConnell fou el fundador de Homewood, després d'adquirir la propietat a la riba oest del llac Tahoe establint el districte de Homewood amb propietats a banda i banda de la Carretera Estatal 89 el 1889. L'oficina de correus de Homewood fou establerta el 1909.
L'àrea de Homewood a la riba del llac Tahoe també acull del Homewood Mountain Resort. El resort comprèn 1.260 acres (5,1 km²), 7 remuntadors, 60 pistes i 1.650 peus verticals amb un cim de 7.880 peus (2.400 m).